# Хамидулин, Артур Искандерович
Артур Искандерович Хамидулин (род. 30 апреля 1977, Уфа, СССР) — российский спортсмен, член олимпийской сборной команды России по прыжкам на лыжах с трамплина на Олимпиаде в Нагано. Двукратный чемпион России (1997, 2001), серебряный (2001) и бронзовый (2000) призёр. Бронзовый призёр Всемирной универсиады (2001).
Мастер спорта России (прыжки на лыжах с трамплина).
Родился и живёт в Уфе. Выступал за г. Уфу.
Первый тренер — М.Н. Безносов. Воспитанник СДЮШОР №33 Уфы. Экс-тренер (в сб. России) — Александр Николаевич Арефьев. Тренер — М.Н. Безносов.
Обучался в профессиональном училище № 84 г. Уфы.